# Latín Jurídico
El latín jurídico y a veces burlonamente llamado latin canino, es una forma de latin usada en contextos legales. Si bien, parte del vocabulario viene del Latín, muchas de las palabras y mucho del vocabulario  derivan del Inglés. El latín jurídico  puede también ser visto como una mezcla de palabras del inglés, frances y latin que suponen la sintaxis del inglés.
El latín jurídico fue el idioma en el cual se registraron los archivos legales de los tribunales ingleses al menos, hasta el reinado de Jorge II. Bajo su reinado, la Ley de Procedimientos en los Tribunales de Justicia de 1730 (vigente a partir de 1733), ordenó que todos los documentos de los procedimientos legales en Inglaterra se hicieran en inglés en lugar de latín. El latín jurídico también se usó como el idioma de los Mandamientos judiciales , las cartas reales, Los Documentos de Patentes y muchos otros documentos de corte judicial. Hasta 1867, el latín jurídico todavía estaba en uso en Inglaterra y en Escocia para algunos instrumentos legales.